# ベツレヘムの洞窟
ベツレヘムの洞窟(グルジア語: ბეთლემის გამოქვაბული) は、カズベク山山頂のジョージア側の標高約4100mの場所にある洞窟である。洞窟の入口は安山岩の赤みを帯びた高さ約300～400mの断崖にある。 ヴァクシュティ・バトニシュヴィリの著書 Description of the Kingdom of Georgia の中にこの洞窟に関する記述がある。

## 歴史
洞窟についての最も古い記述は年代記カルトリス・ツホブレバに書かれたものである。この年代記には、ティムール軍の来襲の際に、100人の若いケブスル人の兵士がタマラ女王の宝物をこの洞窟に隠し、秘密保持のために殺し合ったと記されている。
研究者グループによると、再発見以前に最後に来訪者があったのは約100年前である。洞窟からそれほど遠くないところに、岩に彫られた修道士の独房、墓石、石の十字架、柱が発見されたことにより、この洞窟は世界で最も古く、最も高い「山の洞窟にあるキリスト教の寺院」であり、修道院は6世紀から7世紀に建造されたと結論づけられた。

## 洞窟の発見
登山家のレヴァン・スジャシヴィリは1947年の日記に、カズベク山頂の北東側にある岩場の中で鉄の門と垂れ下がった鎖のある洞窟を見たと記している。1948年1月、アレクサンドラ・ジャパリゼ率いる登山家のグループが洞窟を探索し、入り口に長さ5.5メートルの金属製の鎖がぶら下がっているのを発見した。洞窟にはドーム型の丸天井、丸い壁、正方形のタイルで舗装された床があり、教会の祭壇、中世の教会の器具、10世紀から11世紀の教会の旗、15世紀から18世紀のコイン、その他の品物が発見された。